# Мізяків
Мізя́ків — село в Україні, у Калинівській міській громаді Хмільницького району Вінницької області. Населення становить 815 осіб.

## Історія

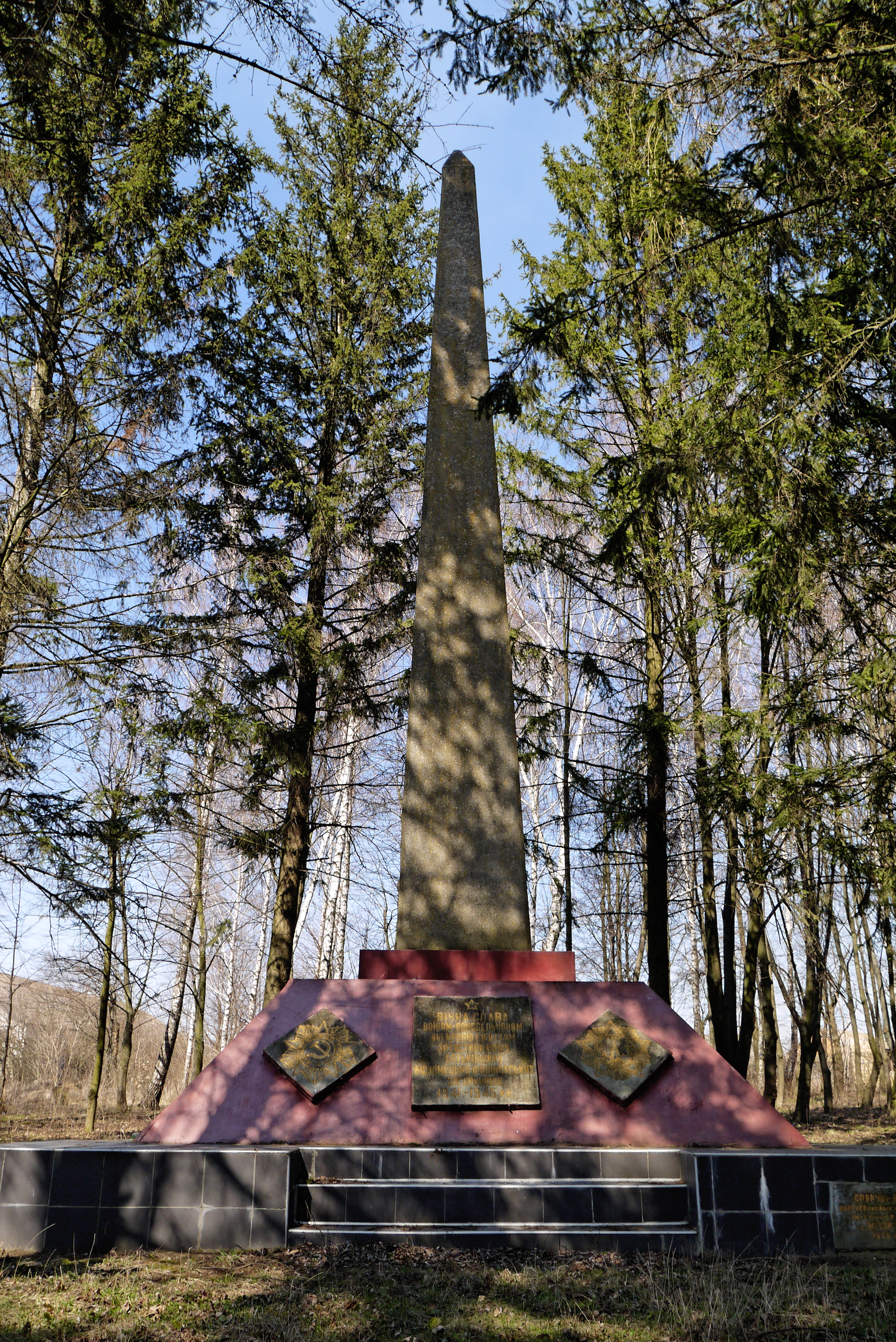
Пам’ятник 123 воїнам – односельчанам, загиблим на ВВВ, Мізяків, вул. Гагаріна

Разом з селами Янів (нині Іванів), Пиків і Гущинці , Мізяків є найдавнішим поселенням на території Брацлавщини (нині входять до складу Калинівського району).
За твердженнями краєзнавців тут проживав та мав частку землі Іван Федоров.
Село Мізяків (Miziakow) назване в історичних джерелах Медзяков (Midziakow), Недзяків, Межиків. До 1545 року — це одне з трьох господарських сіл. У ньому мешкають 70 чоловік господарських людей.Належало до Вінницького замку.
Частина села з 1492 по 1628 рік належала панам Микулинським. З кінця XVI і початку XVII ст. Мізяків пов'язаний з ім'ям вінницького і брацлавського старости (1579–1604 pp.) галицького каштеляна Юрія Струся з Комарова.
За переказом, на передмісті Зазгар'я була церква св. Параскеви, зруйнована татарами. Церква св. Михаїла була заснована 1783 р. Потім вона згоріла. Нова кам'яна церква збудована у 1811 р. на її місці. В 1901 р. збирались будувати нову церкву.
У 1887 в М. проживало 178 євреїв (8%), в 1897–307 (15,7%). У 1889 в М. діяла синагога. З 1905 рабином був Мейлех Дербарімдікер (1877-?).
12 червня 2020 року, відповідно до Розпорядження Кабінету Міністрів України № 707-р, «Про визначення адміністративних центрів та затвердження територій територіальних громад Вінницької області», увійшло до складу Калинівської міської громади.
19 липня 2020 року, в результаті адміністративно-територіальної реформи і ліквідації Калинівського району, село увійшло до складу новоутвореного Хмільницького району.

## Відомі особистості
В поселенні народився:
- Шевчук Василь Устинович (* 1928) — український вчений-технолог.
- Боржковський Валеріан Васильович — український учений-етнограф, археолог, статистик, громадсько-політичний діяч, активний член «Братства тарасівців», Вінницький повітовий комісар Тимчасового Уряду (осінь 1917 р.)

## Пам'ятки
За західній околиці села знаходиться зоологічна пам'ятка місцевого значення «Боброве поселення».